# Нідерландські Антильські острови на Олімпійських іграх
Спочатку, Кюрасао, головний острів Нідерландських Антильських островів, сформував у 1931 році Національний олімпійський комітет (НОК) з метою участі в Олімпійських іграх у Лос-Анджелесі 1932 року. Хоча НОК Кюрасао у 1931 році було визнано Міжнародним олімпійським комітетом (МОК), він не мав атлетів на Олімпійських іграх 1932 року, та й протягом наступних років. Повторне визнання МОК знову відбулося в 1950 році, вже як Нідерландські Антильські острови, і країна вперше виступала на Олімпіаді 1952 року, коли їх представляла команда з футболу. Країна не мала представників в Мельбурні у 1956 р., та бойкотувала Олімпіаду у Москві в 1980 р.
 Нідерландські Антильські острови дебютували на зимових Олімпійських іграх 1988 р. у Калгарі, а також виступали у 1992 р. в Альбервілі.
10 жовтня 2010 року Нідерландські Антильські острови припинили своє існування, а Кюрасао та Сінт-Мартен утворили відокремлені країни, хоча у складі Королівства Нідерландів. Нідерландські Антильські острови більше не можуть виступати як окрема незалежна країна на Олімпійських іграх, хоча їхні спортсмени можуть змагатися за Нідерланди. Кюрасао та Сінт-Мартен також не мають права брати участь в Олімпіадах, оскільки вони не є членами Організації Об’єднаних Націй, що зараз є вимогою МОК. У 2012 році троє спортсменів з Кюрасао взяли участь у літніх Олімпійських іграх як незалежні олімпійські спортсмени. Станом на 2021 рік НОК все ще є членом Карибської асоціації національних олімпійських комітетів.

## Виступи на олімпіадах
| Ігри                | Атлети           | Атлети за видами спорту | Атлети за видами спорту | Атлети за видами спорту | Атлети за видами спорту | Атлети за видами спорту | Атлети за видами спорту | Атлети за видами спорту | Атлети за видами спорту | Атлети за видами спорту | Атлети за видами спорту | Атлети за видами спорту | Атлети за видами спорту | Атлети за видами спорту | Медалі           | Медалі           | Медалі           | Медалі           |
| Ігри                | Атлети           | Легка атлетика          | Бобслей                 | Кінне триборство        | Фехтування              | Футбол                  | Дзюдо                   | Санний спорт            | Вітрильний спорт        | Стрільба                | Артистичне плавання     | Плавання                | Тріатлон                | Важка атлетика          | Золото           | Срібло           | Бронза           | Разом            |
| ------------------- | ---------------- | ----------------------- | ----------------------- | ----------------------- | ----------------------- | ----------------------- | ----------------------- | ----------------------- | ----------------------- | ----------------------- | ----------------------- | ----------------------- | ----------------------- | ----------------------- | ---------------- | ---------------- | ---------------- | ---------------- |
| 1952 Гельсінкі      | 11               | -                       | X                       | -                       | -                       | 11                      | -                       | X                       | -                       | -                       | -                       | -                       | -                       | -                       | 0                | 0                | 0                | 0                |
| 1956 Мельбурн       | не брав участі\| | не брав участі\|        | не брав участі\|        | не брав участі\|        | не брав участі\|        | не брав участі\|        | не брав участі\|        | не брав участі\|        | не брав участі\|        | не брав участі\|        | не брав участі\|        | не брав участі\|        | не брав участі\|        | не брав участі\|        | не брав участі\| | не брав участі\| | не брав участі\| | не брав участі\| |
| 1960 Рим            | 5                | -                       | X                       | -                       | -                       | -                       | -                       | X                       | -                       | -                       | -                       | -                       | -                       | 5                       | 0                | 0                | 0                | 0                |
| 1964 Токіо          | 4                | -                       | X                       | -                       | 1                       | -                       | -                       | X                       | -                       | -                       | -                       | -                       | -                       | 3                       | 0                | 0                | 0                | 0                |
| 1968 Мехіко         | 5                | -                       | X                       | -                       | 3                       | -                       | -                       | X                       | -                       | -                       | -                       | -                       | -                       | 2                       | 0                | 0                | 0                | 0                |
| 1972 Мюнхен         | 2                | -                       | X                       | -                       | -                       | -                       | -                       | X                       | -                       | 1                       | -                       | -                       | -                       | 1                       | 0                | 0                | 0                | 0                |
| 1976 Монреаль       | 4                | 2                       | X                       | -                       | -                       | -                       | 2                       | X                       | -                       | -                       | -                       | -                       | -                       | -                       | 0                | 0                | 0                | 0                |
| 1980 Москва         | не брав участі\| | не брав участі\|        | не брав участі\|        | не брав участі\|        | не брав участі\|        | не брав участі\|        | не брав участі\|        | не брав участі\|        | не брав участі\|        | не брав участі\|        | не брав участі\|        | не брав участі\|        | не брав участі\|        | не брав участі\|        | не брав участі\| | не брав участі\| | не брав участі\| | не брав участі\| |
| 1984 Лос-Анджелес   | 8                | 3                       | X                       | -                       | -                       | -                       | -                       | X                       | -                       | -                       | 2                       | 3                       | -                       | -                       | 0                | 0                | 0                | 0                |
| 1988 Калгарі        | 3                | X                       | 2                       | X                       | X                       | X                       | X                       | 1                       | X                       | X                       | X                       | X                       | X                       | X                       | 0                | 0                | 0                | 0                |
| 1988 Сеул           | 2                | -                       | X                       | -                       | -                       | -                       | -                       | X                       | 1                       | 1                       | -                       | 1                       | -                       | -                       | 0                | 1                | 0                | 1                |
| 1992 Альбервіль     | 4                | X                       | 2                       | X                       | X                       | X                       | X                       | -                       | X                       | X                       | X                       | X                       | X                       | X                       | 0                | 0                | 0                | 0                |
| 1992 Барселона      | 2                | 1                       | X                       | -                       | -                       | -                       | -                       | X                       | 2                       | 1                       | -                       | -                       | -                       | -                       | 0                | 0                | 0                | 0                |
| 1994 Ліллегаммер    | не брав участі\| | не брав участі\|        | не брав участі\|        | не брав участі\|        | не брав участі\|        | не брав участі\|        | не брав участі\|        | не брав участі\|        | не брав участі\|        | не брав участі\|        | не брав участі\|        | не брав участі\|        | не брав участі\|        | не брав участі\|        | не брав участі\| | не брав участі\| | не брав участі\| | не брав участі\| |
| 1996 Атланта        | 6                | 1                       | X                       | -                       | -                       | -                       | 1                       | X                       | 2                       | 1                       | -                       | 1                       | -                       | -                       | 0                | 0                | 0                | 0                |
| 1998 Наґано         | не брав участі\| | не брав участі\|        | не брав участі\|        | не брав участі\|        | не брав участі\|        | не брав участі\|        | не брав участі\|        | не брав участі\|        | не брав участі\|        | не брав участі\|        | не брав участі\|        | не брав участі\|        | не брав участі\|        | не брав участі\|        | не брав участі\| | не брав участі\| | не брав участі\| | не брав участі\| |
| 2000 Сідней         | 7                | 2                       | X                       | 1                       | -                       | -                       | -                       | X                       | 1                       | 1                       | -                       | 1                       | 1                       | -                       | 0                | 0                | 0                | 0                |
| 2002 Солт-Лейк-Сіті | не брав участі\| | не брав участі\|        | не брав участі\|        | не брав участі\|        | не брав участі\|        | не брав участі\|        | не брав участі\|        | не брав участі\|        | не брав участі\|        | не брав участі\|        | не брав участі\|        | не брав участі\|        | не брав участі\|        | не брав участі\|        | не брав участі\| | не брав участі\| | не брав участі\| | не брав участі\| |
| 2004 Афіни          | 3                | 2                       | X                       | 1                       | -                       | -                       | -                       | X                       | -                       | -                       | -                       | -                       | -                       | -                       | 0                | 0                | 0                | 0                |
| 2006 Турин          | не брав участі\| | не брав участі\|        | не брав участі\|        | не брав участі\|        | не брав участі\|        | не брав участі\|        | не брав участі\|        | не брав участі\|        | не брав участі\|        | не брав участі\|        | не брав участі\|        | не брав участі\|        | не брав участі\|        | не брав участі\|        | не брав участі\| | не брав участі\| | не брав участі\| | не брав участі\| |
| 2008 Пекін          | 3                | 1                       | X                       | -                       | -                       | -                       | -                       | X                       | -                       | 1                       | -                       | 1                       | -                       | -                       | 0                | 0                | 0                | 0                |
| 2010 Ванкувер       | не брав участі\| | не брав участі\|        | не брав участі\|        | не брав участі\|        | не брав участі\|        | не брав участі\|        | не брав участі\|        | не брав участі\|        | не брав участі\|        | не брав участі\|        | не брав участі\|        | не брав участі\|        | не брав участі\|        | не брав участі\|        | не брав участі\| | не брав участі\| | не брав участі\| | не брав участі\| |
| Загалом             | 55               | 11                      | 3                       | 1                       | 3                       | 11                      | 3                       | 1                       | 5                       | 4                       | 2                       | 5                       | 1                       | 7                       | 0                | 1                | 0                | 1                |

## Медалі за видами спорту
| Види спорту      | Золото | Срібло | Бронза | Загалом |
| Вітрильний спорт | 0      | 1      | 0      | 1       |
| Загалом          | 0      | 1      | 0      | 1       |

## Медалісти
| Медаль | Ім'я      | Ігри      | Вид спорту       | Дисципліна                                            |
| ------ | --------- | --------- | ---------------- | ----------------------------------------------------- |
| Срібло | Ян Бурсма | 1988 Сеул | Вітрильний спорт | Відкриті змагання з віндсерфінгу (Лехнер дивізіон II) |

 Нідерландські Антильські острови виграли одну олімпійську медаль, срібло Яна Бурсма у вітрильному спорті в 1988 році. Через двадцять років на олімпійських іграх в Пекіні, Чюранді Мартіна виграв другу срібну медаль у бігу на 200 м серед чоловіків після Усейна Болта, але він був пізніше дискваліфікований за порушення межи власної доріжки. 